# Street Fighter: La última batalla
Street Fighter: La última batalla (originalmente en inglés: Street Fighter y Street Fighter: Ultimate Battle) es una película de acción y artes marciales de 1994 lanzada por Universal Pictures en Estados Unidos y por Columbia Pictures y TriStar Pictures en el resto del mundo, la película está basada libremente en el popular videojuego de Capcom, Street Fighter II: The World Warrior. La cinta está escrita y dirigida por Steve E. De Souza, siendo esta la única producción que ha dirigido y presenta un elenco internacional y multicultural que incluye a Jean-Claude Van Damme (en el papel de William F. Guile), Raúl Julia (como el General M. Bison), la cantante pop Kylie Minogue (como Cammy), Wes Studi (como Sagat), Ming-Na (como Chun-Li), Byron Mann (como Ryu), Damian Chapa (como Ken Masters) y Grand L. Bush (como Balrog).
Siguiendo libremente la trama de Street Fighter II: The World Warrior, la película se centra en los esfuerzos del coronel Guile (Van Damme) para derrocar al general M. Bison (Juliá), dictador militar y capo de la droga de Shadaloo que aspira a conquistar el mundo con un ejército de supersoldados genéticos, mientras recluta la ayuda de los luchadores callejeros Ryu (Mann) y Ken Masters (Chapa) para infiltrarse en el imperio de Bison y ayudar a destruirlo desde adentro.
La película altera la trama del juego original y las historias de los personajes de Street Fighter. Fue un éxito comercial, recaudando aproximadamente tres veces su costo de producción, pero fue universalmente criticada de manera negativa por los críticos, los seguidores de la serie y los espectadores por igual. Fue considerada una de las peores películas de 1994.

## Argumento
Todo inicia con el ejército de Shadaloo, el cual había tomado como rehenes a sesenta y tres personas (civiles y militares) para chantajear a las Naciones Aliadas. El jefe de la tropa, el general M. Bison (Raúl Julia) pide por la liberación de los rehenes la cifra de veinte mil millones de dólares para crear una legión de biosoldados genéticos y así dominar el mundo. Para ir practicando en la creación del soldado genético perfecto, secuestra al Dr. Dhalsim para «ayudarle» a crearlo. Como conejillo de indias utiliza a uno de los rehenes llamado Carlos «Charlie» Blanco, transformándolo en el «feroz» Blanka de piel verde y cabello rojo.
Para detenerlo, el coronel William F. Guile (Jean-Claude Van Damme) y sus soldados de las Naciones Aliadas deciden crear varios planes para salvar a los rehenes, entre ellos, a su amigo Charlie. A la vez, el reportaje realizado dentro de la base de las Naciones Aliadas fue hecho por Chun-Li Zang (Ming-Na), quien es reportera y corresponsal de prensa, que junto a sus compañeros Balrog (Grand L. Bush) y Edmond Honda (Peter "Navy" Tuiasosopo), no solo buscará una entrevista con Guile sino también una venganza personal.
Por otro lado, está Viktor Sagat (Wes Studi) quien organiza sus peleas clandestinas dentro de Shadaloo y presenta a su mejor guerrero en cada apuesta: Vega (Jay Tavare). A la vez, se presentan Ken Masters (Damian Chapa) y Ryu Hoshi (Byron Mann), que son dos estafadores que hacen un trato con Sagat sobre tráfico de armas. Durante el acuerdo, sufren una redada de parte de Guile, quien arresta a todos los concurrentes. Dentro de sus recintos, Guile pretende negociar con Sagat, Ken y Ryu, aparentemente sin lograr nada con ellos.
Días después, surge un pleito entre Ken y Ryu y hacen que todos se alarmen, aunque esto fue un plan para hacer una fuga, donde Sagat y Vega fueron incluidos. En el momento, Guile intenta detenerlos pero recibe un tiro de parte de Ken, por lo que al instante de la noticia, Guile fue declarado muerto.
Con esto, Chun-Li indaga a profundidad sobre la muerte de Guile porque considera que hay ciertos hechos que concuerdan con la fuga. Mientras que en la noche lo realizaba, Chun-Li nota que hay una señal rastreada sobre el vehículo donde los presos se habían fugado, hecho que la tuvo sorprendida cuando vio que Guile no estaba muerto, sino que armó la fuga de los presos en complicidad con Ken y Ryu, todo esto para saber la localización de la base secreta de Bison a través de su secuaz Sagat.
Con el rastreador insertado, Ken y Ryu son llevados a una feria de traficantes de armas en Shadaloo, donde Sagat y Bison se encontrarían para hacer negocios, pero existe una discusión entre Sagat y Bison debido a la forma de pago en sus negocios, por lo que esto alarma a todos los presentes. Para evitar ser asesinados por la revuelta, Ken y Ryu sugieren a Bison que hay espías dentro del sitio, lo cual era cierto ya que, Chun-Li insertó explosivos dentro de una camioneta la cual, haría explotar todas las armas de las tiendas. El plan sale perfecto, excepto que Bison no murió por la alerta de Ken y Ryu, por lo que Chun-Li, Balrog y Honda son arrestados por el ejército de Bison mientras que Ken y Ryu son premiados con recibir alojamiento en la base de Bison, esto junto a Sagat y Vega.
Mientras tanto, Guile armaba su plan de invasión contra Bison gracias al aporte de Ken y Ryu. Todo se redujo a una invasión acuática con una lancha antiradar blindada, la cual sería pilotada por Guile, su mano derecha, la teniente Cammy White (Kylie Minogue) y el sargento Thunder «T. Hawk» Hawk, y en la retaguardia, estaría su segundo al mando: el capitán Sawada (Kenya Sawada) con el resto de las embarcaciones y soldados. En el día de la invasión, reciben una noticia por parte del secretario de las Naciones Aliadas, quien le informa que no podrán hacer su invasión, sino que ordena la rendición del ejército, lo cual molesta a Guile y a sus soldados y con todo eso, deciden avanzar con la misión de derrotar a Bison a expensas de las autoridades.
Con lo sucedido en la feria de armas, Ken y Ryu son bien recibidos y atendidos en la base de Bison por parte de Zangief (Andrew Bryniarski), quien era uno de los guardias principales de Bison. 
Mientras tanto, Ken y Ryu sentían remordimiento por lo sucedido con Chun-Li y deciden ir a sacarlos de las celdas pero se encuentran con Balrog y Honda que estaban libres y con ganas de matarlos pero al final, quedan de acuerdo con salir de ese lugar. A la vez, Chun-Li se encontraba con Bison en su habitación donde le comenta el por qué desea matarlo. Al final, Chun-Li golpea a Bison pero este logra escapar, y no solo eso, también logra que Ken, Ryu, Balrog y Honda terminan arrestados junto a ella. A la vez, Dee Jay (Miguel A. Núñez, Jr.) era el experto informático de Bison, quien le avisa de una invasión desconocida a lo que, todos notan que el invasor era Guile y su ejército. Como plan de emergencia, Bison realiza maniobras para destruir la lancha de Guile, acción que logra exitosamente.
Terminado el plazo, Bison decidió liberar al soldado experimental para matar a los rehenes, pero el que sale de la cabina es Guile (esto debido a que este había visto a Charlie en lo que se había convertido y apareció el doctor justo en el momento que iba a matarlo y lo dejó con vida pues le dijo que podía ayudarlo). Al final, se desarrolla una pelea mano a mano entre Guile y Bison, mientras que White y Hawk lideraron el rescate de los rehenes junto a los demás. En la revuelta, Ken, Ryu y Zangief deciden ayudar a las tropas de Guile. Durante la pelea, Bison cayó sobre un equipo electrónico, el cual le causó un choque eléctrico en el corazón, así dándose por muerto. En lo que Guile reportaba la derrota de su adversario, milagrosamente Bison revive gracias a un experimento electromagnético de emergencia. Con esto, Bison ataca duramente a Guile, pero finalmente lo derrota, lanzándolo contra una pantalla.
Por otra parte, Dee Jay había escapado con un misterioso baúl, sin que antes Sagat lo alcanzara. Al mismo tiempo, los rehenes son liberados y el ejército de las Naciones Aliadas pone bajo arresto a todo el ejército de Bison. Finalmente, el baúl estaba lleno de los denominados «dólares Bison» los cuales, se había intentado pagarle a Sagat a cambio de las armas, por lo que este se ríe de la desgracia de Dee Jay.
Debido a que se había activado la autodestrucción de la base, todos salen con vida excepto Guile, quien se lo da por desaparecido, pero en medio de los escombros apareció Guile, quien recompensa a Ken y a Ryu por sus servicios, felicita a White y a Hawk y finalmente, accede a una entrevista con Chun-Li.
La película finaliza con una pose característica de todos los personajes que sobrevivieron.
Después de los créditos, aparece la base de Bison destruida, pero en medio de las ruinas, se alza la mano de Bison, quien continuaba vivo, por lo que sugería una secuela de la película.

## Reparto
| Personaje                        | Actor                   | Doblaje español latino  | Doblaje español       |
| -------------------------------- | ----------------------- | ----------------------- | --------------------- |
| Coronel William F. Guile         | Jean-Claude Van Damme   | José Lavat              | Pedro Molina          |
| General M. Bison                 | Raul Julia              | Blas García             | Camilo García         |
| Ryu Hoshi                        | Byron Mann              | Luis Alfonso Mendoza    | Luis Posada           |
| Ken Masters                      | Damian Chapa            | Benjamín Rivera         | Juan Antonio Bernal   |
| Chun-Li Zang                     | Ming-Na                 | Mónica Manjarrez        | María del Mar Tamarit |
| Balrog                           | Grand L. Bush           | Marcos Patiño           | Juan Carlos Gustems   |
| Edmond Honda                     | Peter "Navy" Tuiasosopo | Mario Sauret            | Rafael Calvo          |
| Viktor Sagat                     | Wes Studi               | Miguel Ángel Ghigliazza | Pepe Mediavilla       |
| Vega                             | Jay Tavare              | César Soto              |                       |
| Dee Jay                          | Miguel A. Núñez, Jr.    | Ismael Castro           | Alberto Mieza         |
| Zangief                          | Andrew Bryniarski       | Víctor Hugo Aguilar     | Miguel Ángel Jenner   |
| Dhalsim                          | Roshan Seth             | César Árias             | Enric Arredondo       |
| Carlos «Charlie» Blanco (Blanka) | Robert Mammone          | ????                    |                       |
| Teniente Cammy White             | Kylie Minogue           | Laura Ayala             | Rosa María Hernández  |
| Sargento Thunder «T. Hawk» Hawk  | Gregg Rainwater         | Carlos Segundo          | Armando Carreras      |
| Capitán Sawada                   | Kenya Sawada            | Daniel Abundis          |                       |
| Voz de computadora               | Christine Walton        | Lydia Areli Mares       |                       |

## Banda sonora
Fue lanzado un CD con la banda sonora de la película el 6 de diciembre de 1994 por Priority Records, cuyas canciones engloban prácticamente el rap en su totalidad, y tuvo un éxito moderado. Cuando la película se lanzó a la venta en VHS, se incluía de regalo el CD de la banda sonora, aunque sólo durante un tiempo limitado (en España este pack se puso a la venta en grandes superficies como El Corte Inglés). Bastante tiempo después, el CD se podía encontrar a la venta por separado a precio reducido.

## Lugares de filmación
Street Fighter se rodó principalmente en Queensland, Australia, a lo largo de Costa de Oro, en primavera y verano de 1994, y en Brisbane para escenarios interiores. Algunas escenas exteriores fueron rodadas en Bangkok, Tailandia, ciudad que fue utilizada como telón de fondo para representar el país ficticio de Shadaloo.

## Datos interesantes
- Una adaptación en cómic de un capítulo fue publicada por DC Comics en 1994. La historieta fue dibujada por Nick J. Napolitano y escrita por Mike McAvennie. Una adaptación en manga japonés por Takayuki Sakai fue también publicada en la edición de junio del año 1995 del CoroCoro Comics Special.

- Dos videojuegos basados en la película fueron producidos. El primero fue un juego de arcade titulado Street Fighter: The Movie, producido por la empresa americana Incredible Technologies y distribuido por Capcom. El segundo fue un juego para consola también titulado Street Fighter: The Movie, lanzado para PlayStation y Sega Saturn. A pesar de tener el mismo título, ninguno de los dos juegos son versiones caseras del otro, aunque usan el mismo material de digitalización del elenco de la película posando como los personajes en cada juego.

- Muchos elementos del argumento de la película, como la identidad de Blanka y el rol de Dhalsim como científico, fueron reutilizados en la serie de animación norteamericana.

- Con motivo de la nueva película Street Fighter: Legend of Chun-Li, la compañía Sony Pictures lanzó una edición especial en DVD y Blu-ray de Street Fighter: La última batalla. La edición en DVD consta de dos discos y fue lanzada en marzo de 2009, mientras que la edición en Blu-ray fue lanzada a finales de febrero del mismo año.

- Durante la primera media hora de la película y durante las escenas de lucha entre Ken, Ryu, Sagat y Vega, las escenas de huida al final de la película, es posible ver varios carteles con palabras y frases (no siempre bien escritas) en esperanto. En la versión original, también se puede escuchar a Sagat decir en esperanto  «pretu, celumu, pafu» (preparados, apunten, fuego) en la escena en que se encuentra con Ryu y Ken para adquirir de estos unas armas.[1] En la versión doblada al español de España, solo está bien pronunciada la palabra preparados.

- Al final de la película, en los títulos de crédito se puede leer "For Raúl: Vaya con Dios", rindiéndole homenaje ya que durante el rodaje de la película ya se encontraba bastante enfermo (lo cual resultaba bastante evidente durante todo el metraje a tenor de su aspecto físico). Raúl Juliá no llegó a verse en la película, ya que murió antes del estreno.

- En agosto de 2012, la estrella del cine de acción de Hollywood Jean-Claude Van Damme admitió haber tenido un breve romance con Kylie en Tailandia en 1994 durante la filmación de la cinta.[2]

## Fechas de estreno mundial
| País                                                                          | Fecha de estreno                |
| ----------------------------------------------------------------------------- | ------------------------------- |
| Alemania                                                                      | Jueves 27 de abril de 1995      |
| Argentina                                                                     | Jueves 27 de abril de 1995      |
| Australia                                                                     | Jueves 12 de enero de 1995      |
| Austria                                                                       | Viernes 28 de abril de 1995     |
| Bélgica                                                                       | Miércoles 5 de abril de 1995    |
| Belice · Costa Rica · El Salvador · Guatemala · Honduras · Nicaragua · Panamá | Viernes 7 de abril de 1995      |
| Bolivia                                                                       | Martes 25 de abril de 1995      |
| Brasil                                                                        | Viernes 12 de mayo de 1995      |
| Bulgaria                                                                      | Viernes 7 de julio de 1995      |
| Chile                                                                         | Jueves 20 de abril de 1995      |
| Chipre                                                                        | Viernes 9 de junio de 1995      |
| Colombia                                                                      | Viernes 7 de abril de 1995      |
| Corea del Sur                                                                 | Sábado 24 de diciembre de 1994  |
| Croacia                                                                       | Jueves 25 de mayo de 1995       |
| Dinamarca                                                                     | Viernes 7 de abril de 1995      |
| Ecuador                                                                       | Miércoles 26 de abril de 1995   |
| Egipto                                                                        | Lunes 31 de julio de 1995       |
| Eslovenia                                                                     | Jueves 4 de mayo de 1995        |
| España                                                                        | Viernes 7 de abril de 1995      |
| Estados Unidos · Canadá                                                       | Viernes 23 de diciembre de 1994 |
| Estonia                                                                       | Viernes 7 de abril de 1995      |
| Filipinas                                                                     | Miércoles 15 de febrero de 1995 |
| Finlandia                                                                     | Viernes 14 de abril de 1995     |
| Francia                                                                       | Miércoles 12 de abril de 1995   |

| País                         | Fecha de estreno                |
| ---------------------------- | ------------------------------- |
| Grecia                       | Viernes 5 de mayo de 1995       |
| Hong Kong                    | Jueves 18 de mayo de 1995       |
| Hungría                      | Jueves 22 de junio de 1995      |
| India                        | Viernes 1 de septiembre de 1995 |
| Indonesia                    | Martes 2 de mayo de 1995        |
| Israel                       | Viernes 24 de marzo de 1995     |
| Italia                       | Jueves 13 de abril de 1995      |
| Jamaica                      | Miércoles 22 de marzo de 1995   |
| Japón                        | Sábado 6 de mayo de 1995        |
| Letonia                      | Viernes 26 de mayo de 1995      |
| Líbano                       | Viernes 5 de mayo de 1995       |
| Lituania                     | Viernes 28 de abril de 1995     |
| Malasia                      | Jueves 16 de marzo de 1995      |
| México                       | Viernes 21 de abril de 1995     |
| Noruega                      | Viernes 26 de mayo de 1995      |
| Nueva Zelanda                | Viernes 17 de marzo de 1995     |
| Países Bajos                 | Jueves 27 de abril de 1995      |
| Perú                         | Viernes 21 de abril de 1995     |
| Polonia                      | Viernes 21 de abril de 1995     |
| Portugal                     | Viernes 30 de junio de 1995     |
| Reino Unido Irlanda          | Viernes 19 de mayo de 1995      |
| República Checa · Eslovaquia | Jueves 13 de abril de 1995      |
| República Dominicana         | Jueves 20 de abril de 1995      |
| Rumania                      | Viernes 23 de junio de 1995     |
| Singapur                     | Jueves 11 de mayo de 1995       |
| Sudáfrica                    | Viernes 31 de marzo de 1995     |
| Suecia                       | Viernes 28 de julio de 1995     |
| Suiza                        | Viernes 28 de abril de 1995     |
| Tailandia                    | Viernes 24 de marzo de 1995     |
| Taiwán                       | Sábado 8 de abril de 1995       |
| Turquía                      | Viernes 31 de marzo de 1995     |
| Uruguay                      | Viernes 19 de mayo de 1995      |
| Venezuela                    | Miércoles 19 de abril de 1995   |